# Phillipsite
La phillipsite est une série minérale du groupe des zéolithes, un silicate hydraté de potassium, de calcium et d’aluminium, de formule approchée (Ca,Na2,K2)3Al6Si10O32·12H2O. Les membres de la série sont la phillipsite-K, la phillipsite-Na et la phillipsite-Ca. Les cristaux sont monocliniques, mais seuls des jumeaux cruciformes complexes sont connus, ceux-ci étant exactement comme les jumeaux de l’harmotome qui forme également une série avec la phillipsite-Ca. Les cristaux de phillipsite sont cependant généralement plus petits et plus transparents et vitreux que ceux de l’harmotome. Des groupes sphériques avec une structure fibreuse radiale et hérissés de cristaux à la surface ne sont pas rares. La dureté de Mohs est de 4,5 et la densité est de 2,2. L’espèce a été établie par Armand Lévy en 1825 et nommée d’après le géologue William Phillips. Les auteurs français utilisent le nom de christianite (d’après Christian VIII du Danemark), donné par A. des Cloizeaux en 1847.
La phillipsite est un minéral d’origine secondaire, et se trouve avec d’autres zéolithes dans les cavités amygdaloïdes des roches volcaniques mafiques : par exemple dans le basalte de la Chaussée des Géants dans le comté d'Antrim en Irlande du Nord, près de Melbourne dans l'État de Victoria et à Lencitite près de Rome. De petits cristaux de formation récente ont été observés dans la maçonnerie des bains chauds de Plombières-les-Bains et de Bourbonne-les-Bains, en France. De minuscules agrégats sphériques enfouis dans de l’argile rouge pélagique ont été dragués par l'expédition du Challenger à partir de dépôts sédimentaires marins profonds de l’océan Pacifique.
Il a été découvert que les cendres volcaniques que les Romains utilisaient dans le mélange pour la construction des jetées du port et des digues contenaient de la phillipsite, et qu’une interaction avec l’eau de mer provoque en fait l’expansion et le renforcement des structures cristallines alumineuses de tobermorite dans le mortier, ce qui rend le matériau nettement plus durable que le béton moderne,,.